# Truels Reichardt
Truels Reichardt (* 5. Juni 1994 in Husum) ist ein deutscher Politiker der Sozialdemokratischen Partei Deutschlands, der am 23. Februar 2025 in den 21. Deutschen Bundestag gewählt wurde. Zuvor war er politisch auf Kommunal- und Kreisebene aktiv.

## Leben
Truels Reichardt legte sein Abitur 2013 an der Hermann-Tast-Schule ab. Nach der Schulzeit absolvierte er ein Freiwilliges Soziales Jahr bei einer Einrichtung für Menschen mit Behinderungen und studierte daraufhin Sozialpädagogik (Master).

## Politik
Bei den Kommunalwahlen 2018 und 2023 wurde Reichardt in den nordfriesischen Kreistag sowie die Gemeindevertretung von Mildstedt gewählt, in welchem er das Amt des Vorsitzenden des Finanz- und Wirtschaftsausschusses ausübte. Zudem war er in beiden Parlamenten Fraktionsvorsitzender.
Am 28. September 2024 wurde Reichardt auf einer Wahlkreiskonferenz mit 88 von 91 Stimmen zum Direktkandidaten des Bundestagswahlkreises Nordfriesland – Dithmarschen Nord gewählt. Bei der Wahl unterlag er mit 20,4 Prozent dem Mitbewerber Leif Bodin (CDU) mit 32,7 Prozent. Der Einzug ins Parlament gelang trotzdem durch seine hohe Platzierung (Platz 5) auf der Landesliste der SPD Schleswig-Holstein. Als Schwerpunkte seiner zukünftigen politischen Arbeit kündigte er die Schienen-, Straßen- sowie Hafeninfrastruktur sowie die Krankenhausversorgung auf dem Land an. Im 21. Deutschen Bundestag ist Reichardt ordentliches Mitglied im Ausschuss für Bildung, Familie, Senioren, Frauen und Jugend und im Verkehrsausschuss sowie stellvertretendes Mitglied im Ausschuss für Arbeit und Soziales.

### Privates
Seit mehr als 20 Jahren lebt Reichardt mit seiner Familie in Mildstedt. Seit 2006 ist er in seiner Freizeit als Schiedsrichter im Fußball aktiv.